# Belisario López
Belisario López (San Miguel de Tucumán, 1831 - Santiago de Chile, 1892) fue un hacendado, comerciante y político argentino que ocupó dos veces el cargo de gobernador de la Provincia de Tucumán en el siglo XIX.

## Biografía
Era sobrino del padre Manuel Felipe Molina, que había sido miembro de la Junta Grande. En su juventud se dedicó al comercio de ganado con Chile, y se identificó con el partido liberal o unitario.
Fue diputado provincial en algún período de la década de 1860. A mediados de ese año, presidió la delegación tucumana a la exposición nacional en Córdoba. Apenas regresado a su provincia, en septiembre de ese año asumió como gobernador de su provincia. Se dedicó exclusivamente a poner orden entre las facciones del partido liberal contrario a la influencia de Bartolomé Mitre y a dejar sin fuerzas para volver a organizar revoluciones al partido mitrista de José Posse, y renunció en diciembre. Quedó al mando del partido liberal – en realidad era el mismo que más tarde sería el Partido Autonomista Nacional – y fue concejal en la capital provincial, para después ser diputado provincial en 1872.
Volvió a ser electo gobernador en diciembre de 1873, como sucesor de Federico Helguera. Creó la oficina topográfica, nombró a Paul Groussac presidente del Consejo de Educación, aplastó los coletazos locales de la revolución de 1874 antes de que se convirtieran en lucha armada y ayudó al mantenimiento de la Casa de la Independencia. Renunció en diciembre de 1875 y se trasladó a Chile, país de origen de su esposa.
Volvió a la legislatura provincial en 1877, pero por poco tiempo. Poco después, vendió su hacienda de Santa Ana a Clodomiro Hileret, que construiría allí el ingenio azucarero más moderno del país. Residió alternativamente en Chile y en Tucumán, y en 1887 fue director de la comisión reorganizadora de la intendencia municipal. Poco después se mudó definitivamente a Chile.
Falleció en Santiago de Chile en abril de 1892.